# 磷-32
磷-32 (32P)是一种磷的放射性同位素。磷-32核子含有15个质子和17个中子，比磷-31（磷的天然同位素）多一颗中子。磷-32的半衰期为14.29日。
磷出现在很多有机化合物里，所以磷-32在核医学里可以做放射性追踪剂和被标记的DNA。

## 衰变
磷-32有 14.268 天的短半衰期，会贝塔衰变成硫-32 ：
| 32 15P | → | 32 16S1+ | + | e− + ν e |
衰变中会产生 1.709 MeV 的能量。 电子的动能平均约0.5MeV，其余的能量由几乎不可检测的反电中微子携带。 与其他发射β射线的核素相比，磷-32发射的电子具有中等能量。它被大约1 米的空气或5毫米的聚甲基丙烯酸甲酯阻挡。
衰变产生的硫-32是基态，所以没有额外的伽马射线发射。